# 臺北市中正區南門國民小學
臺北市中正區南門國民小學（Taipei Municipal Nanmem Elementary School)，簡稱南門國小，位於台灣台北市中正區廣州街6號。
北市南門國小自1905年創校至今，已屆百年，期間曾因臺灣光復、日人遣返且臺灣省警察學校借用而中斷20餘年。1968年實施九年國教，臺北市政府從警察學校手中收回校地，成立臺北市立南門國民中學，建校於小學預定地（廣州街六號）之校園南半邊。1969年，南門國小復校於校地之北側，校長兼長中、小學。1989年，小學獨立設校，但校園仍然共用。

## 沿革
1905年創校，名為第三小學校。1914年更名為城南小學。1923年更名為南門小學校。1942年更名為南門國民學校。1945年日人遣返停辦。
1945年至1968年，校地由台灣省警察學校使用。
1968年實施九年國教，成立南門國中，于維魯先生為首任校長。1969年南門國小成立，于維魯先生兼任校長。
1987年教育局長陳漢強有廢校計劃，家長會及師生陳情抗議，挽救廢校命運。1989年8月，王文浩擔任獨立後的第一任小學校長。

## 歷任校長
- 第一任中小學校長：于維魯先生(1968年)
- 第二任中小學校長：賴晚鐘先生(1975年)
- 第三任中小學校長：錢星橋先生(1981年)
- 第四任中小學校長：陳登瑞先生(1989年2月)
- 第一任小學校長：王文浩先生(1989年8月)
- 第二任小學校長：周瑞雲女士(1994年8月)
- 第三任小學校長：張清楚先生(1997年8月）
- 第四任小學校長：張清楚先生(2001年8月）
- 第五任小學校長：洪國本先生(2008年8月）
- 第六任小學校長：李嗣蕙小姐(2013年8月）

## 外部連結
- 臺北市中正區南門國民小學網站 （页面存档备份，存于）
- 臺北市中正區南門國民小學附設幼兒園網站 （页面存档备份，存于）